# Arló
Arló é uma vila da Hungria, situada no condado de Borsod-Abaúj-Zemplén. Tem 46,87 km² de área e sua população em 2019 foi estimada em 3.554 habitantes.